# Tymián obecný
Tymián obecný (Thymus vulgaris), neboli mateřídouška obecná, je rostlina z čeledi hluchavkovitých. Jedná se o druh rodu mateřídouška (Thymus), pocházející ze Středomoří. Je nazývána též mateřídouška dymián. Na rozdíl od původních českých druhů mateřídoušky má silně dřevnatějící lodyhy a na okrajích podvinuté listy.

## Popis

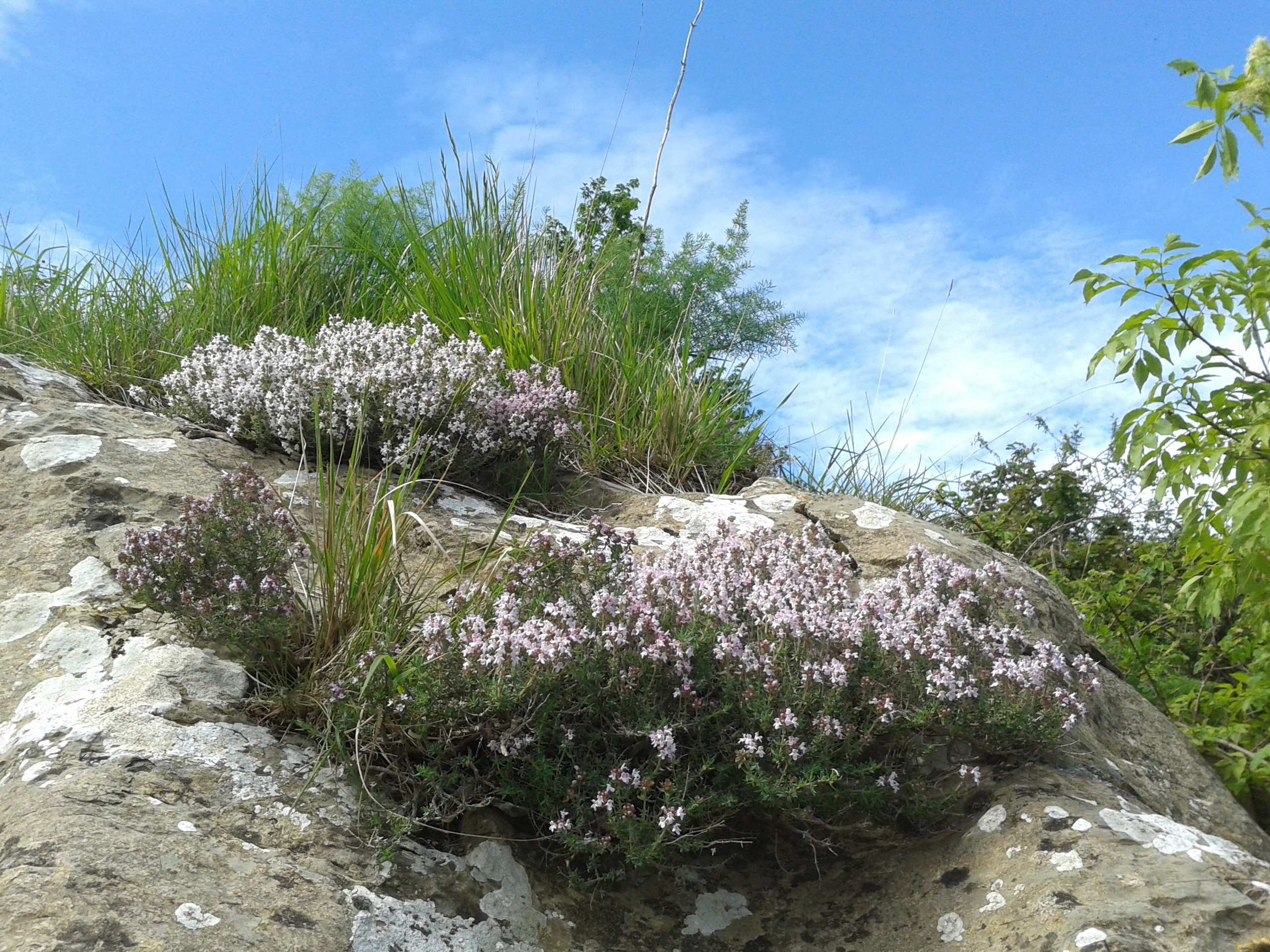
Rostliny tymiánu na typickém stanovišti

Jedná se o nízký polokeř vysoký 20–30 cm. Na bázi dřevnaté lodyhy jsou hustě obrostlé drobnými čárkovitými listy. Tymián začíná kvést v květnu a kvete až do září. Poté, aby tymián nezvadl, ostříhají se odumřelé květy. Plody jsou čtyři vejcovité tvrdky.

## Stanoviště
Roste na slunných, sušších a lehčích půdách ve formacích nízkých aromatických keřů nazývaných garrigue.

## Areál rozšíření
Původní areál se nacházel ve Středomoří, odtud se pěstování rozšířilo i do střední a východní Evropy, zde se však musí přezimující kultury chránit před zimou. Existuje mnoho typů tymiánu s rozličnou vůní – citrónovou, pomerančovou – podle složení silice.

## Použití

### Léčivé účinky
Působí proti průjmům, nadýmání, při zánětech zažívacího traktu. Mírní i kašel, obecně působí protizánětlivě. Tymián je jedna z nejsilněji působících rostlinných antiseptických drog, účinná proti bakteriím, plísním, střevním prvokům a parazitům. Díky svým účinkům lze tymián využít při léčbě nachlazení, kašle, bolestí v krku, infekcích v ústech. Je vynikajícím dezinfekčním prostředkem pro plíce. Dá se použít v inhalacích, jako ústní voda či kloktadlo. Pomáhá také při infekcích močových cest a močového měchýře, účinkuje také jako diuretikum. Stimuluje produkci bílých krvinek, čímž zvyšuje odolnost organizmu. Stimuluje krevní oběh. Čerstvou nať lze použít na poštípání hmyzem. Povzbuzuje při sexu.[zdroj⁠?!] Využívá se i v kosmetickém průmyslu (ústní kosmetika) a v aromaterapii.
Jeho nadužívání může způsobit tyreotoxikózu, proto by se k jeho použití hlavně ve formě čaje mělo přistupovat s mírou. Nejlépe působí ve formě kloktadel, koupelí (působí výborně na regeneraci buněk pleti) a jako koření do různých jídel (zlepšení trávení, proti nadýmání).

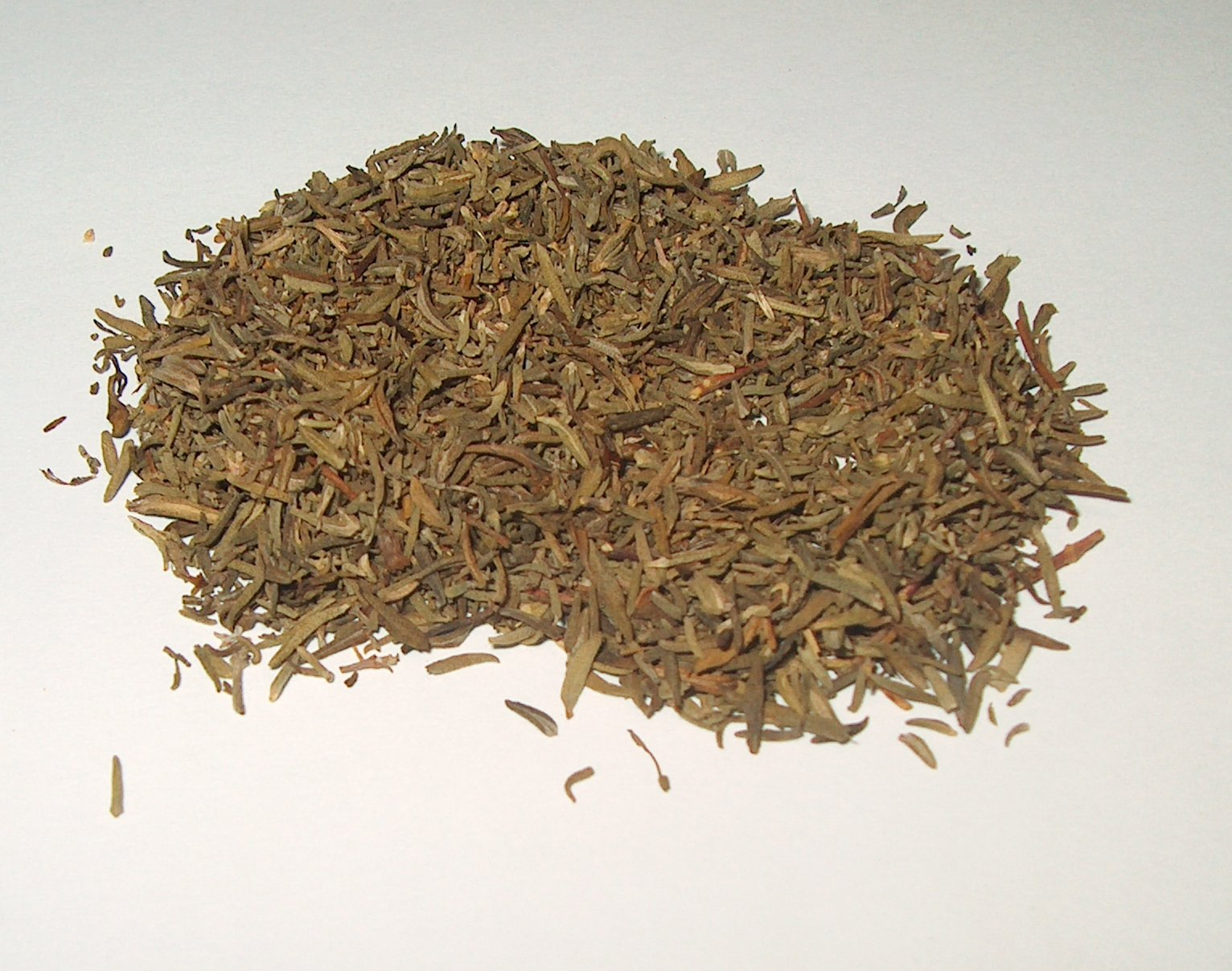
Tymián - koření

### V kuchyni
Tymián je koření, tvořené sušenými větévkami s listy a květy, nebo odrhnutými listy tymiánu obecného. Sklízí se nať v létě po začátku kvetení. Je výborný jako koření do polévek, omáček, nádivek a salátů nejen v české kuchyni, ale i v ostatních zemích, například Španělska, Francie, Itálie, Řecka, ale i Albánie a Balkánu. Společně s bobkovým listem je nezbytnou součástí bylinkové kytičky bouquet garni.

## Obsahové látky
Obsahuje poměrně velké množství účinných látek (silice, třísloviny, hořčiny, flavony (luteolin), aromatické kyseliny, triterpenické kyseliny.
typické silice: thymol, karvakrol - kultivary, které jich obsahují vysoké množství, se používají ve farmaceutickém a potravinářském průmyslu nejčastěji, jde o hlavní účinné látky ve vyrobené droze; dále cineol, cymen, linalool, bornylacetát.